# Hydraena bituberculata
Hydraena bituberculata är en skalbaggsart som beskrevs av Perkins 1980. Hydraena bituberculata ingår i släktet Hydraena och familjen vattenbrynsbaggar. Inga underarter finns listade i Catalogue of Life.